# NAM (jeu vidéo)
Pour les articles homonymes, voir NAM.
NAM (ou Napalm) est un jeu vidéo de tir à la première personne développé par TNT Team et édité par GT Interactive Software, sorti en 1998 sur DOS, Windows, Mac et Linux.
Le jeu a été développé sur le Build engine. Il a été suivi de World War II GI.